# 강양 이씨
강양 이씨(江陽 李氏)는 경상남도 합천군을 본관으로 하는 한국의 성씨이다. 시조는 합천 이씨의 시조 이개(李開)의 후손이자 고려에서 사재령(司宰令)을 지낸 이초(李超)이다.

## 참고 자료
- “강양이씨(江陽李氏)”. 뿌리를 찾아서.[깨진 링크(과거 내용 찾기)]